# Vix (Vendée)
Vix és un municipi francès situat al departament de Vendée i a la regió de País del Loira. L'any 2007 tenia 1.728 habitants.

## Demografia

### Població
El 2007 la població de fet de Vix era de 1.728 persones. Hi havia 690 famílies de les quals 181 eren unipersonals (74 homes vivint sols i 107 dones vivint soles), 263 parelles sense fills, 234 parelles amb fills i 12 famílies monoparentals amb fills.
La població ha evolucionat segons el següent gràfic:
Habitants censats

### Habitatges
El 2007 hi havia 819 habitatges, 704 eren l'habitatge principal de la família, 76 eren segones residències i 40 estaven desocupats. 790 eren cases i 23 eren apartaments. Dels 704 habitatges principals, 544 estaven ocupats pels seus propietaris, 154 estaven llogats i ocupats pels llogaters i 5 estaven cedits a títol gratuït; 2 tenien una cambra, 22 en tenien dues, 100 en tenien tres, 184 en tenien quatre i 396 en tenien cinc o més. 577 habitatges disposaven pel capbaix d'una plaça de pàrquing. A 345 habitatges hi havia un automòbil i a 296 n'hi havia dos o més.

### Piràmide de població
La piràmide de població per edats i sexe el 2009 era:
| Homes | Edats   | Dones |
| ----- | ------- | ----- |
| 0     | 95 o +  | 0     |
| 12    | 90 a 94 | 20    |
| 8     | 85 a 89 | 40    |
| 24    | 80 a 84 | 12    |
| 52    | 75 a 79 | 76    |
| 56    | 70 a 74 | 44    |
| 36    | 65 a 69 | 52    |
| 44    | 60 a 64 | 24    |
| 28    | 55 a 59 | 44    |
| 24    | 50 a 54 | 44    |
| 64    | 45 a 49 | 28    |
| 44    | 40 a 44 | 76    |
| 32    | 35 a 39 | 48    |
| 60    | 30 a 34 | 48    |
| 48    | 25 a 29 | 56    |
| 32    | 20 a 24 | 40    |
| 52    | 15 a 19 | 48    |
| 44    | 10 a 14 | 64    |
| 44    | 5 a 9   | 16    |
| 24    | 0 a 4   | 40    |

## Economia
El 2007 la població en edat de treballar era de 998 persones, 729 eren actives i 269 eren inactives. De les 729 persones actives 645 estaven ocupades (359 homes i 286 dones) i 84 estaven aturades (32 homes i 52 dones). De les 269 persones inactives 104 estaven jubilades, 67 estaven estudiant i 98 estaven classificades com a «altres inactius».

### Ingressos
El 2009 a Vix hi havia 710 unitats fiscals que integraven 1.692 persones, la mediana anual d'ingressos fiscals per persona era de 16.046 €.

### Activitats econòmiques
Dels 70 establiments que hi havia el 2007, 3 eren d'empreses alimentàries, 3 d'empreses de fabricació d'altres productes industrials, 14 d'empreses de construcció, 15 d'empreses de comerç i reparació d'automòbils, 4 d'empreses de transport, 2 d'empreses d'hostatgeria i restauració, 2 d'empreses d'informació i comunicació, 5 d'empreses financeres, 2 d'empreses immobiliàries, 8 d'empreses de serveis, 6 d'entitats de l'administració pública i 6 d'empreses classificades com a «altres activitats de serveis».
Dels 26 establiments de servei als particulars que hi havia el 2009, 1 era una oficina de correu, 3 oficines bancàries, 2 tallers de reparació d'automòbils i de material agrícola, 3 paletes, 2 guixaires pintors, 5 fusteries, 3 electricistes, 4 perruqueries, 1 veterinari, 1 restaurant i 1 agència immobiliària.
Dels 5 establiments comercials que hi havia el 2009, 1 era una botiga de menys de 120 m², 1 una fleca, 1 una carnisseria, 1 un drogueria i 1 una floristeria.
L'any 2000 a Vix hi havia 40 explotacions agrícoles que ocupaven un total de 2.548 hectàrees.

## Equipaments sanitaris i escolars
El 2009 hi havia 1 farmàcia i 1 ambulància.
El 2009 hi havia 2 escoles elementals.

## Poblacions més properes
El següent diagrama mostra les poblacions més properes.